# فن ميكروبي

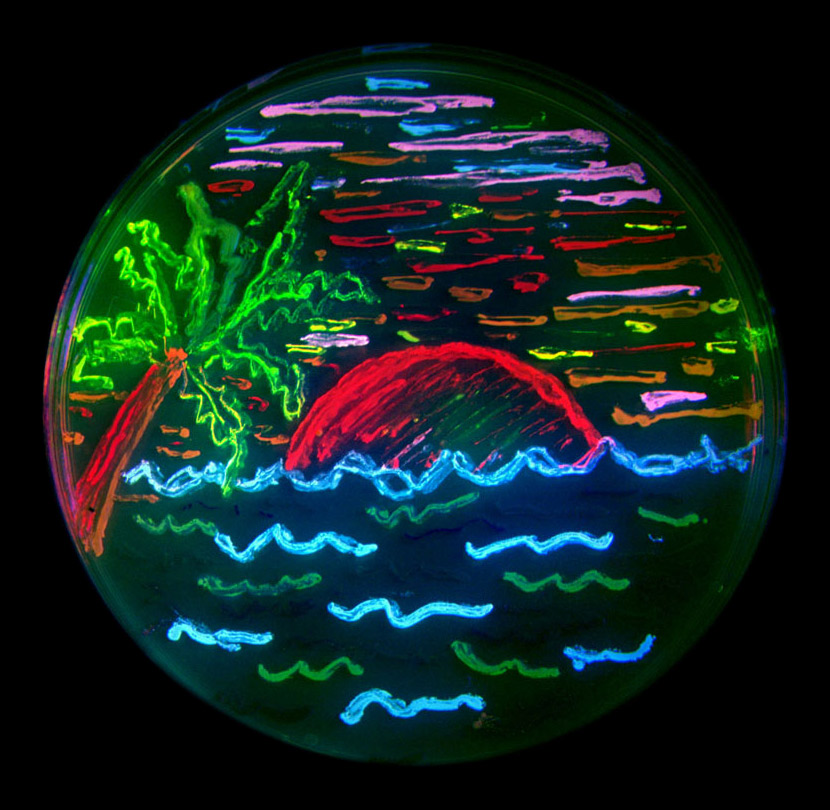
مشهد الشاطئ مع سلالات بكتيرية تعبر عن أنواع مختلفة من البروتينات الفلورية، من مختبر الكيمياء الحيوية للحالئز على جائزة نوبل روجر تسين

الفن الميكروبي أو فن الغراء أو فن الآغار أو فن الجرثومة هو عمل فني تم إنشاؤه عن طريق استنبات الكائنات الحية الدقيقة في أنماط معينة، كما يمكن أن تكون الميكروبات المستخدمة عبارة عن بكتيريا أو فطريات الخميرة أو -أقل شيوعًا- كالطلاعيات، يمكن اختيار الميكروبات لألوانها الطبيعية، أو يمكن هندستها للتعبير عن بروتينات الفلورسنت ومشاهدتها تحت الأشعة فوق البنفسجية لجعلها تتألق في اللون.

## الطريقة
تُستخدم أطباق الآغاركقماش بينما تمثل البكتيريا والخميرة المصطبغة أو الفلورية الطلاء، من أجل الحفاظ على قطعة من الفن الميكروبي بعد حضانة كافية يتم ختم مزرعة الميكروبات بالإيبوكسي.
يمكن اختيار أنواع الميكروبات لألوانها الطبيعية لتشكيل لوحة للأعمال الفنية.
الأنواع المناسبة من البكتيريا (بألوانها) تشمل:
- العصوية الرقيقة (لونها كريمى إلى بني)
- كروموباكتريوم فيولاسيوم (لونها بنفسجي)
- الإشريكية القولونية (عديمة اللون)
- المكورة الدقيقة الصفراء (لونها أصفر)
- المكورة الوردية (وردي)
- المتقلبة الرائعة
- الزائفة الزنجارية (بني)
- الزائفة المتألقة (أزرق مخضر الفلورسنت مع بيوفيدرين)
- السراتية الذابلة (وردي أو برتقالي)
- المكورة العنقودية الذهبية (أصفر)
- البكتيريا الواوية فيشرى vibrio fischeri (إضاءة حيوية).[6]

أنواع الخميرة -والتي تُعد فطريات- تشمل:
- السكيراء الجعوية (أصفر - أبيض)
- الرشاشية الصفراء (جراثيم صفراء-خضراء)
- الرشاشية المغراء (أصفر)
- الزملول الكرمى (أسود)
- المبيضة البيضاء (برتقالي أبيض)
- المبيضة sp (أبيض)
- المبغثرة هيربارم (بني إلى أسود)
- الزميحة السوداء (أصفر، برتقالي، أحمر، بني، أسود)[6] [ا]

تشمل الأنواع الطلائعية المستخدمة:
- الحنديرة الهيفاء ( التركيب الضوئي، الأخضر)
- فيزاروم بوليسى فالوم (الأصفر والأخضر).[6]

تتضمن تقنية تسمى «تصوير البكتيريا» القتل الانتقائي لمناطق معينة من المزرعة البكتيرية بالإشعاع من أجل إنتاج أنماط فنية، بعد الحضانة يتم ختم المزرعة بالأكريليك.

## الفنانين
اشتهر ألكسندر فلمنج -الذي له الفضل في اكتشاف البنسلين- بخلق لوحات جرثومية.
فاز عالم الكيمياء الحيوية روجر تسيان بجائزة نوبل للكيمياء لعام 2008 لمساهماته في معرفة البروتينات الفلورية الخضراء (GFP)، كما قام الباحث ناثان شانر بعمل عمل فني ميكروبي في عام 2006 في مختبره باستخدام GFP لمشهد شاطئ سان دييغو.

## مسابقة الآغار الفنية

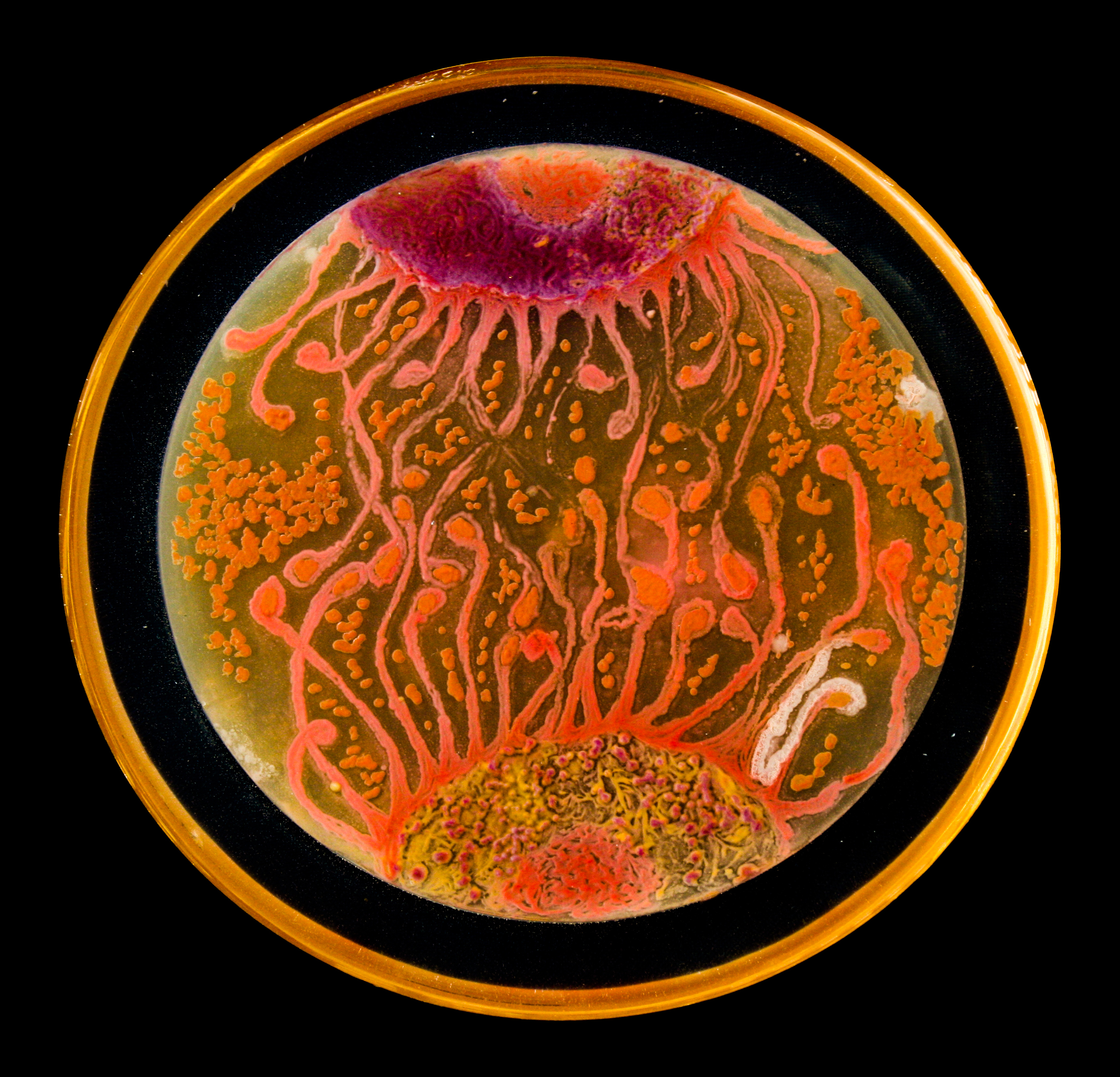
خلية إلى خلية (العمل الفائز في مسابقة آغار الفنية التي تقيمها الجمعية الأمريكية لعلم الأحياء الدقيقة لعام 2015 (بواسطة محمد بيركمين وماريا بينيل)

تستضيف الجمعية الأمريكية لعلم الأحياء الدقيقة مسابقة سنوية للفن الميكروبى (فن آغار). تم تنظيم المسابقة بعد انتشار صورة من شجرة عيد الميلاد من صنع روزيتسا تاشكوفا في عام 2014. غطت طبعة 2015 85 طلب، منها فن الجراثيم التي أنشأها محمد بيركمين وماريا بينيل وتدعى الخلايا العصبية وقد فازت بالمركز الأول، لقد عملوا معًا منذ عام 2011 على صنع الفن البكتيري. العمل الفني استخدم اللون الأصفر المتمثل في النيسترينكونيا والبرتقالى المستخدم في المكورة الغريبة والسفينغوموناس.

## روابط خارجية
- مجموعة الفن الميكروبي
- مقال ناشيونال جيوغرافيك عن الفن الميكروبي
- الفائزون بفن أجار لعام 2019